# Vasyl Lazarovich
Vasyl Lazarovich (en ucraniano: Василь Лазарович, nacido en Kosiv Raion, Ucrania el 5 de agosto de 1981 es un cantante ucraniano que representó a su país en la 55.ª edición del Festival de la Canción de Eurovisión.